# Jamyang Lodro
Jamyang Lodro, född omkring 1985[källa behövs] i Bhutan, är en bhutanesisk filmskådespelare, som spelar den 13-årike Orgyen i filmen Fotboll för Buddha, han är uppvuxen i en tibitansk familj i exil, och studerar nu i en buddhistisk skola i klostret Chokling.

## Filmografi
- 1999 - Fotboll för Buddha
- 2006 - Milarepa